# Nuria Piera
Nuria Esperanza Piera Gainza (Santo Domingo, 29 de junio de 1962) es una periodista, presentadora y abogada dominicana. Se especializó en periodismo de investigación y es la directora general de NCDN, una productora de noticias surgida de la alianza entre la empresa Provideo y CDN canal 37. Además, ha sido directora asesora del Centro Latinoamericano de Periodismo (CELAP).

## Biografía
Nació en la ciudad capital de Santo Domingo. Nuria es hija de Berna Gainza (fallecida en 2004) y José Enrique Piera Puig (fallecido en 1970), ambos inmigrantes españoles, Gainza era vasca y Piera era catalán. Su padre, también periodista, fue asesinado a balazos durante el gobierno denominado "Los doce años" de Joaquín Balaguer, cuando Nuria tenía apenas 8 años.
En abril de 2013, tras una alianza entre su empresa Provideo con el canal de televisión CDN surgió NCDN, una empresa de medios y contenidos, con Piera como directora general.
En septiembre de dicho año, una investigación de Piera reveló que el nuncio papal en Santo Domingo, Józef Wesołowski, a quien el papa Francisco había destituido de su cargo, no había sido relevado de su cargo por la pugna que mantuvo por 3 años con el cardenal puertorriqueño Roberto González Nieves, según se afirmaba en la prensa italiana y dominicana y como había insinuado el arzobispo de Santo Domingo cardenal López Rodríguez, sino que este ingería bebidas alcohólicas en zonas de dudosa reputación y además estupraba a niños y adolescentes de sexo masculino, saliendo a flote otro escándalo de pederastía en la Iglesia católica.
En 2014, la Agencia EFE la nombró como una de las mujeres más influyentes de América Latina.

### Polémicas investigaciones
En febrero de 2014, Nuria Piera se vio envuelta en una controversia internacional tras cancelar, luego de una acalorada discusión en directo, su entrevista con el embajador venezolano en República Dominicana. Este suceso coincidió  con las manifestaciones que proliferaban en Venezuela. Al respecto, Piera fue criticada por el presidente de Ecuador, Rafael Correa, por lo que Piera le envió una nota de protesta. En medio de toda esta polémica, Piera despidió a una periodista del canal por haber publicado una foto suya con el embajador venezolano.
En 2023, acusa a la pastora cristiana dominicana-antiguana Elizabeth Silverio, en el programa televisivo «N investiga» del canal Color Visión y tras esta acusación el Ministerio Público abre una investigación a Silverio, por estafa y ejercicio ilegal de algunas profesiones, entre ellas la psicología, medicina y la Neurociencia en su Centro de Terapias Neurocognitivas y Psicopedagógicas Kogland para trastornos del espectro autista.